# Olliver Peak
L'Olliver Peak è un picco roccioso antartico, alto 630 m, situato lungo il margine della Barriera di Ross, a est della bocca del Ghiacciaio Barrett. È la vetta più nordoccidentale delle Gabbro Hills, nei Monti della Regina Maud,  in Antartide.
La denominazione è stata assegnata dall'Advisory Committee on Antarctic Names (US-ACAN) in onore del  comandante George R. Olliver, della U.S. Navy, che rimase ferito in un incidente aereo accaduto il 22 dicembre 1935 a un de Havilland Canada DHC-3 Otter, che si schiantò poco dopo il decollo dalla base di Cape Bird.